# Avetik Sahakyan
Avetik Hovhannesi Sahakian (en armenio, Աւետիք Սահակեան;  Jalaloghly, 1863–1933), también conocido como Father Abraham, fue un político armenio, Presidente de la Primera República de Armenia en 1918–19, ministro de seguridad social y miembro de la ARF Dashnaktsutiun. También fue ingeniero agrónomo.

## Biografía
Sahakian nació en Jalaloghly, Gobernación de Tiflis (actualmente Stepanaván). Fue incluido en las actividades de liberación armenia occidental (desde 1898) y el proyecto caucásico ARF. Se casó con Varvara Sahakyan, que se convirtió en un de las tres mujeres elegidas democráticamente en el Parlamento de Armenia en 1919. Sahakian fue Jefe del parlamento en 1918.

Hovannisian retrata a Avetik Sahakian en la República de Armenia, Vol. II:
Avetik Sahakian, afectuosamente llamado “Padre Abraham” en los círculos íntimos, fue uno de los 45 miembros del Gobierno de Armenia. Nacido en Jalal-oghli y graduado de la Academia Agrícola Petrovsk en Moscú, había sido empleado en agencias municipales del Cáucaso y se había ganado reputación por su trabajo en el control de la plaga del gorgojo del algodón. Había sido miembro del Buró de Dashnaktsutiun y de varios organismos nacionales antes de las revoluciones de 1917, donde ocupó el cargo de ministro de provisiones de la República Transcaucasia, y, después se trasladó a Erevan con algunos camaradas en el verano de 1918, convirtiéndose en Presidente de la Khorhurd durante los primeros meses de la Independencia armenia.
espués de la ocupación del Ejército Rojo de 1920, Sahakyan fue encarcelado. Después de su liberación, él junto a su familia se trasladaron a Tabriz en Persia, antes de establecerse en Iraq. Pero el clima afectó a la salud de Varvara y se trasladaron nuevamente a Beirut. Murió en 1933.